# Dąbrowa (Bartoszyce)
Pour les articles homonymes, voir Dąbrowa.
Dąbrowa est un village polonais de la voïvodie de Varmie-Mazurie, dans le powiat de Bartoszyce.